# Barnettozyma salicaria
Barnettozyma salicaria är en svampart som först beskrevs av Phaff, M.W. Mill. & J.F.T. Spencer, och fick sitt nu gällande namn av Kurtzman, Robnett & Basehoar-Powers 2008. Barnettozyma salicaria ingår i släktet Barnettozyma, ordningen Saccharomycetales, klassen Saccharomycetes, divisionen sporsäcksvampar och riket svampar.   Inga underarter finns listade i Catalogue of Life.